# کومیس

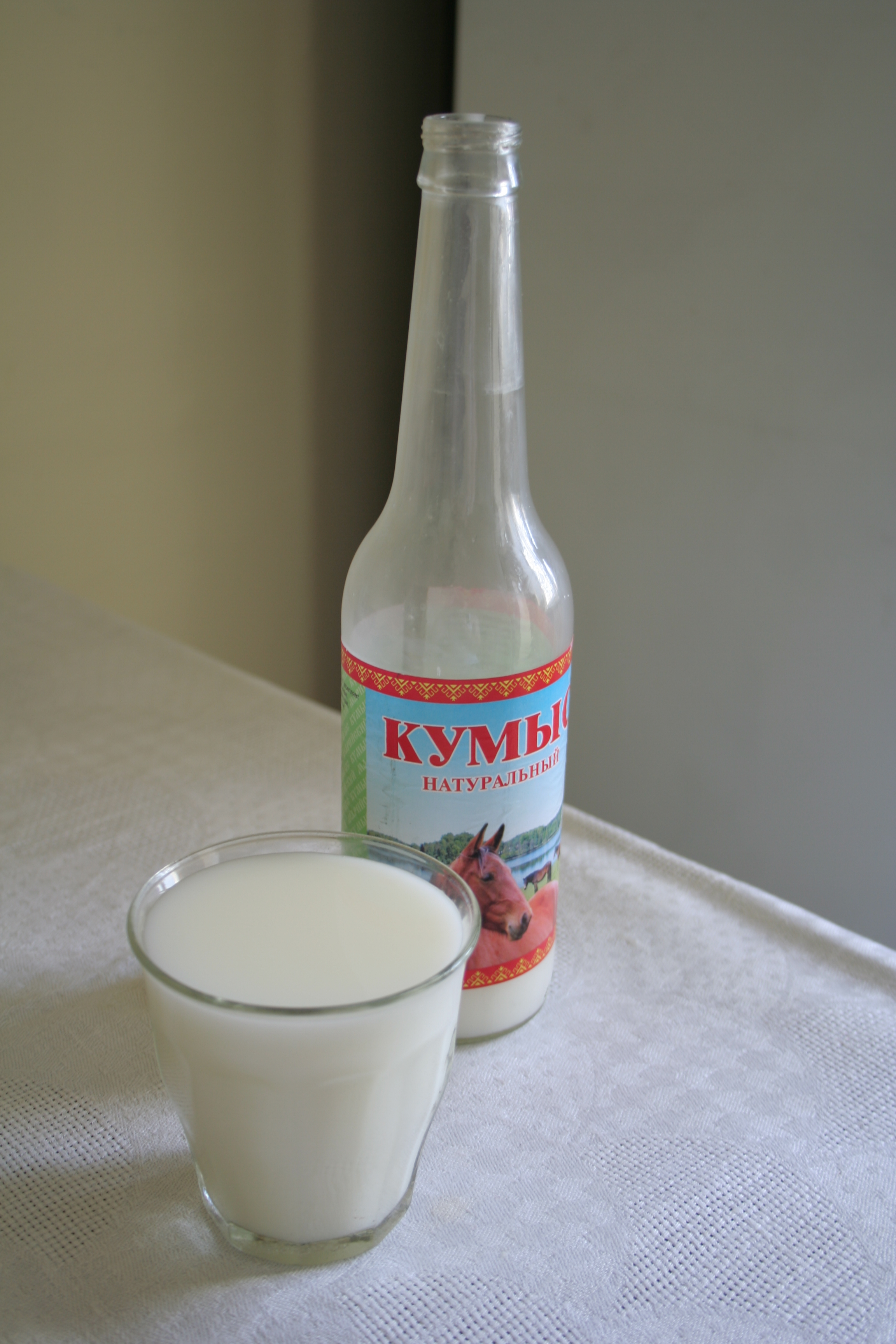
بطری و لیوانی پرشده از کومیس.

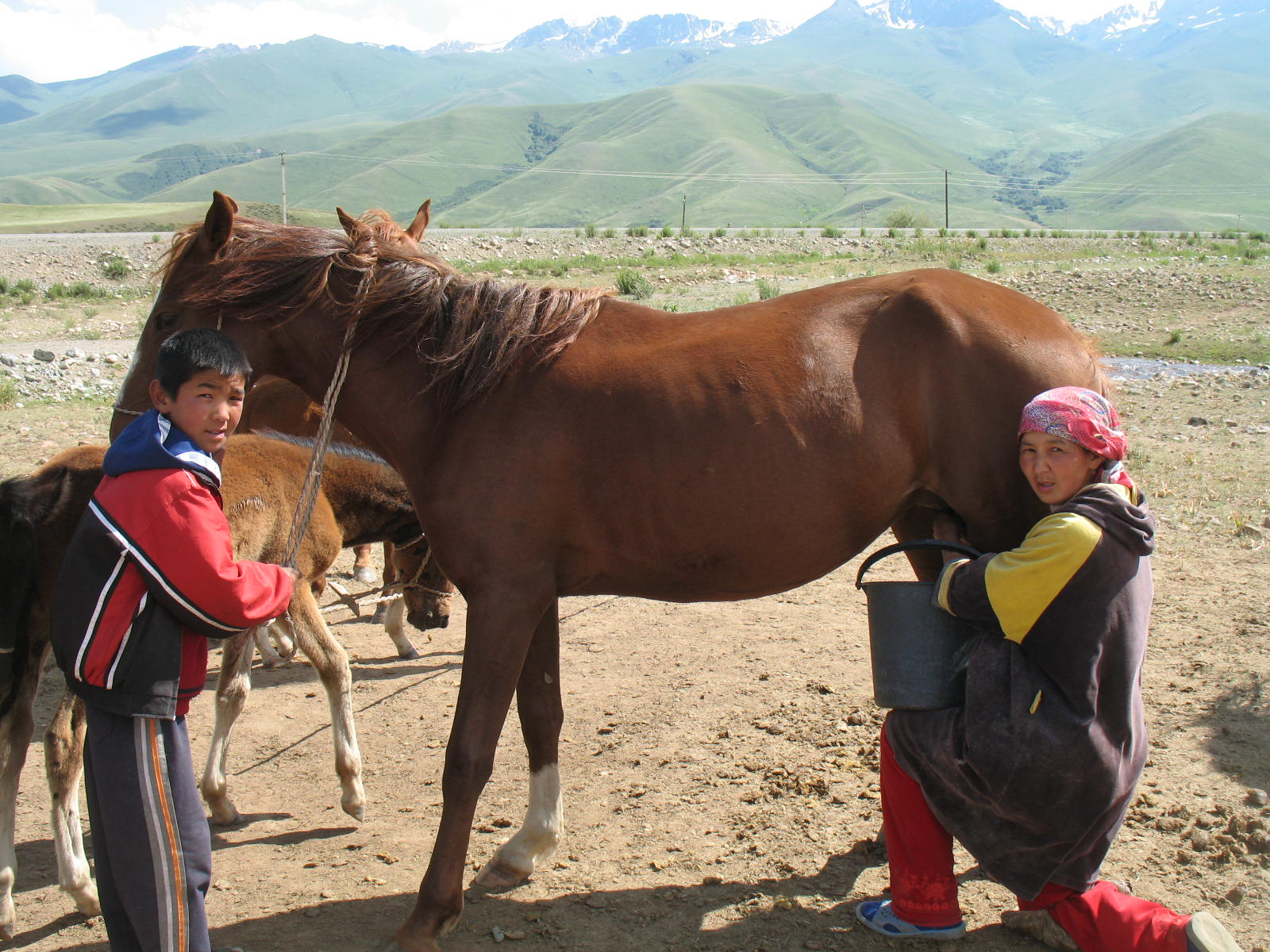
دوشیدن مادیان.

کومیس یا قمیز  فراورده‌ای است که از تخمیر شیر مادیان بدست می‌آید و عوامل تخمیر آن لاکتوباسیل همراه با مخمر ساکارومایسیس لاکتیس است.
شیر مادیان بدلیل داشتن قند بالا برای تخمیر الکلی بسیار مناسب است. کومیس احتمالاً بیش از دو درصد الکل دارد. وجود دی اکسید کربن زیاد به آن حالت گازدار شدید می‌دهد و دارای طعم مخمری – اسیدی است.

## لغت شناسی
در لغت‌نامه دهخدا قمیز به قسمی ماست معمول نزد مغولان معنی شده. قمیز لغتی با ریشه ترکی است.